# Santa Rita (Sao Tomé-et-Principe)
Pour les articles homonymes, voir Santa Rita.
Santa Rita est une localité de Sao Tomé-et-Principe située au nord de l'île de Principe. C'est une ancienne roça.

## Population
Lors du recensement de 2012, 230 habitants y ont été dénombrés.

## Roça
C'est une ancienne dépendance de la roça Sundy, aujourd'hui inhabitée.